# ويليام مككولوك
ويليام مككولوك (بالإنجليزية: William McCulloch)‏ هو سياسي أسترالي، ولد في 22 أكتوبر 1832، وتوفي في 4 أبريل 1909 في أستراليا. انتخب عضو الجمعية التشريعية فيكتوريا.